# یواس‌اس زارا (اس‌پی-۱۳۳)
یواس‌اس زارا (اس‌پی-۱۳۳) (به انگلیسی: USS Zara (SP-133)) یک کشتی بود که طول آن ۱۵۲ فوت ۰ اینچ (۴۶٫۳۳ متر) بود. این کشتی در سال ۱۸۹۱ ساخته شد.